# Clionella
Clionella is een geslacht van weekdieren uit de klasse van de Gastropoda (slakken).

## Soorten
- Clionella aglaophanes (Watson, 1882)
- Clionella bornii (E. A. Smith, 1877)
- Clionella confusa E. A. Smith, 1906
- Clionella costata (Swainson, 1840)
- Clionella halistrepta (Bartsch, 1915)
- Clionella kraussii (E. A. Smith, 1877)
- Clionella liltvedi Kilburn, 1985
- Clionella lobatopsis (Barnard, 1963)
- Clionella rosaria (Reeve, 1846)
- Clionella semicostata (Kiener, 1840)
- Clionella sinuata (Born, 1778)
- Clionella striolata Turton, 1932
- Clionella subcontracta (E. A. Smith, 1904)
- Clionella subventricosa (E. A. Smith, 1877)
- Clionella vilma (Thiele, 1925)